# زیردریایی یو-۳۰۰
زیردریایی یو-۳۰۰ (به انگلیسی: German submarine U-300) یک زیردریایی بود که طول آن ۶۷٫۱۰ متر (۲۲۰ فوت ۲ اینچ) بود. این زیردریایی در سال ۱۹۴۳ ساخته شد.